# Антонов, Константин Акимович
Константи́н Аки́мович Анто́нов (8 (20) марта 1901 года с. Зеленга, Астраханская губерния, Российская империя — 28 ноября 1969 года Москва СССР) —  советский военачальник, генерал-лейтенант (15.07.1957). Государственный и политический деятель СССР.

## Биография
Родился в с. Зеленга, ныне Володарского района, Астраханской области, в семье крестьянина. Русский.

### Гражданская война
5 августа 1919 года вступил в РККА и проходил службу в 1-м Астраханском советском полку, затем младшим командиром в 34-й стрелковой дивизии. В конце 1919 — 1920	г. участвовал в боях против гурьевских белоказаков под Астраханью, войск генерала А. И. Деникина на направлении Лагань, Кизляр, Червленная, Петровск-Порт, Баку. С сентября 1920 по ноябрь 1921г. учился на 8-х Астраханских пехотно-пулеметных курсах комсостава РККА, по окончании обучения был оставлен на них курсовым командиром.

### Межвоенное время
В феврале 1922 года, при реорганизации курсов, направлен в Петроградский ВО, где по прибытии назначается командиром взвода полковой школы в 379-й полк 127-й отдельной бригады в г. Тихвин. В мае полк был передислоцирован в Петроград и переименован в 1-й Петроградский пограничный полк. В октябре при переформировании его в отдельные батальоны  Антонов был назначен пом. командира роты в 3-й Ораниенбаумский батальон. С октября 1923 г. проходил службу в той же должности в 24-м Новороссийском пограничном батальоне, а с апреля 1924 г. — в 26-м кавалерийском Кабардинском дивизионе войск ОГПУ в г. Нальчик. С последним в 1926 г. принимал участие в ликвидации бандитизма в Кабардино-Балкарии, Чечне, Ингушетии и Дагестане. В октябре 1926 г. вновь переведен в 32-й Новороссийский погранотряд на должность начальника заставы. В 1927 г. сдал экстерном экзамен за курс кавалерийского военного училища в г. Краснодар. С августа 1928 г. вновь служил в 26-м кавалерийском Кабардинском дивизионе войск ОГПУ адъютантом дивизиона. С октября 1928 по сентябрь 1929 г. проходил переподготовку на кавалерийских КУКС РККА в г. Новочеркасск, затем был назначен пом. начальника школы младшего начсостава 5-го Северо-Кавказского полка войск ОГПУ в г. Ростов-на-Дону. Член ВКП(б) с 1929 года. В феврале 1931 г. вернулся в 32-й пограничный отряд на должность начальника Новороссийской манёвренной группы. С мая 1932 г. исполнял должность инструктора боевой подготовки Управления пограничной и внутренней охраны ОГПУ Северо-Кавказского края. В мае 1933 г. назначен командиром и военкомом 5-го Донского полка войск ОГПУ-НКВД. В ноябре 1934 г. переведен на должность командира и военкома 176-го полка внутренних войск НКВД Московской обл. С октября 1937 по февраль 1940 г. проходил обучение в Военной академии РККА им. М. В. Фрунзе, по окончании которой назначается начальником 2-го отдела Управления погранвойск НКВД БССР. С 11 сентября 1940 г. полковник  Антонов исполнял должность начальника штаба Управления войск НКВД Ленинградского округа.

### Великая Отечественная война
В начале  войны  Антонов 27 июня 1941 года назначен зам. начальника Управления погранвойск НКВД по охране тыла действующей армии Северного фронта (одновременно являлся зам. начальника оперативной группы по борьбе с десантами и диверсантами по Ленинградской обл.). В июле по приказу главкома войсками Северо-Западного направления Маршала Советского Союза К. Е. Ворошилова назначен начальником штаба при Совете обороны Ленинграда. В начале сентября вступил в командование 6-й дивизией народного ополчения. Формировал её на территории Октябрьского и Ленинградского районов на базе расформированных соединений и частей бывшей Ленинградской армии народного ополчения. 23 сентября эта дивизия была переименована в 189-ю стрелковую. После завершения формирования она заняла оборону на внешнем обводе города от Мясокомбината до р. Нева у с. Рыбацкого, составляя второй эшелон 55-й армии. 24 октября полковник  Антонов переводится командиром 43-й стрелковой Краснознаменной дивизии, занимавшей оборону на Карельском перешейке в районе оз. Лемболовское. С 30 октября она вошла в состав 55-й армии и сосредоточилась в районе Рыбацкое. С 12 ноября дивизия вела наступательные бои по прорыву блокады Ленинграда в направлении Усть-Тосно, Путролево, Ям-Ижора. В бою под Усть-Тосно 3 декабря полковник Антонов был ранен и эвакуирован в госпиталь. После излечения в марте 1942 года он назначен начальником штаба Управления войск НКВД по охране тыла Южного фронта. С 6 июля 1942 года  Антонов исполняет должность начальника штаба Управления пограничных войск НКВД Туркменского округа, с 27 июля 1944 года и до конца войны служил в той же должности в Белорусском округе.

### Послевоенное время
После войны  в той же должности. В марте 1949 года генерал-майор  Антонов был назначен начальником пограничных войск МВД Хабаровского округа. С мая 1952 г. исполнял должность начальника Управления погранвойск МГБ на Тихом океане (с июня 1953 г. — начальник Управления погранвойск МВД Тихоокеанского округа). С сентября 1957 г. был начальником погранвойск КГБ при Совете Министров СССР Западного округа. Приказом КГБ при Совете Министров СССР от 5 июня 1958 г. награждён нагрудным знаком «Почетный сотрудник госбезопасности». 8 декабря 1959 года уволен в отставку.
Депутат Верховного совета Белорусской ССР (1947, 1959). Делегат XIX съезда КПСС (1952).
Скончался 28 ноября 1969 года. Урна с прахом в колумбарии Новодевичьего кладбища (Москва).

## Награды
- 2 ордена Ленина (21.02.1945, 30.12.1948)
- 5 орденов Красного Знамени (в т.ч. 03.11.1944, 1949)
- орден Кутузова 2-й степени (21.09.1945)
- орден Отечественной войны 1-й степени (31.03.1945)
- орден Красной Звезды,
- медали[2].
- наградное оружие